# Cy Twombly
Cy Twombly (Aussprache [saɪ ˈtwɒmbli]; gebürtig: Edwin Parker Twombly Jr.; * 25. April 1928 in Lexington, Virginia; † 5. Juli 2011 in Rom, Italien) war ein US-amerikanischer Maler, Fotograf und Objektkünstler. Er zählt zu den wichtigsten Vertretern des abstrakten Expressionismus.

## Leben
Cy Twombly wurde als Sohn von Edwin Parker Twombly aus Bar Harbor, Maine und dessen Frau Mary Wilma Richardson aus Groveland, Massachusetts am 25. April 1928 in Lexington geboren. Der Vater war als Schwimm- und Golflehrer an der Washington and Lee University in Lexington tätig; er wurde während seiner Zeit als professioneller Baseballspieler „Cy“ (wie Cyclone, dt. Zyklon) – nach Cy Young – genannt und nach ihm sein Sohn. Von 1942 bis 1946 nahm Twombly jr. an Malklassen und Vorlesungen des aus Spanien stammenden Künstlers Pierre Daura teil. Nach seinem Abschluss besuchte Twombly Kurse an der Darlington School in Rome, Georgia. Ende 1947 begann er ein Studium an der Boston Museum School in Boston. Seine Interessen jener Zeit werden „vom deutschen Expressionismus, der Dada-Bewegung, den Werken Schwitters’ und Soutines […]“ bestimmt.
1949 kehrte Twombly nach Lexington zurück, begann auf Wunsch seiner Eltern ein Studium an der dortigen Washington and Lee University und erhielt von 1950 bis 1951 ein Stipendium an der Art Students League in New York bei den Lehrern Will Barnet, Morris Kantor und Vaclav Vytlacil. Auf Einladung seines Künstlerkollegen Robert Rauschenberg, den Twombly während des zweiten Semesters auf der Art Students League getroffen hatte, nahm er für ein Semester an einem Malkurs bei den Malern Robert Motherwell und Ben Shahn am Black Mountain College in North Carolina teil.
Zusammen mit Robert Rauschenberg bereiste er 1952 den Süden der USA. Über Charleston, New Orleans nach Key West, führte die Reise nach Kuba. Im Spätsommer besuchte er das Black Mountain College, wo er auf Franz Kline, Jack Tworkov und John Cage traf, die dort gerade lehrten, und belegte einen Kurs in Photographie. Ein Reisestipendium des Richmond Museum of Fine Arts in Virginia ermöglichte ihm eine Reise nach Europa und Nordafrika, wobei er die Länder Frankreich, Spanien, Italien und Marokko, wo er in Casablanca Robert Rauschenberg traf, besuchte. Mit ihm reiste er weiter nach Marrakesch und von dort über das Atlasgebirge und Tanger nach Tétouan, wo er den amerikanischen Schriftsteller Paul Bowles traf. Im Februar 1953 fuhren beide Künstler über Madrid und Barcelona nach Rom zurück.
Twombly, der im Mai 1953 nach Amerika zurückkehrte, teilte sich ein Atelier mit Rauschenberg in der Fulton Street in New York, wo im Herbst desselben Jahres eine gemeinsame Ausstellung in der Stable Gallery stattfand. Im Herbst 1953 wurde Twombly zum Militärdienst nach Camp Gordon, nahe Augusta, Georgia, eingezogen und später, bis August 1954, in Washington, D.C. stationiert.
Anfang 1955 nahm Twombly für die Dauer eines Jahres einen Lehrauftrag am Southern Seminary and Junior College in Buena Vista, Virginia, an. Im Frühjahr 1957, nach einer weiteren Ausstellung in der Stable Gallery, verlagerte der Künstler kontinuierlich seinen Wohnsitz nach Rom, mietete jedoch zunächst für die Monate Juli und August ein Haus auf Procida und arbeitete an Zeichnungen, die er später zerstörte. Auf Procida las er die Gedichte Stéphane Mallarmés, die seine künftigen Arbeiten beeinflussen sollten.
Twombly heiratete am 20. April 1959 in New York Tatiana Franchetti. Er mietete ein Studio in Lexington, Virginia, wo eine Serie von zehn großformatigen Bildern entstand, die für eine Ausstellung in der Leo Castelli Gallery bestimmt waren, jedoch nicht dort gezeigt wurden. Mit seiner Frau reiste er nach Kuba und Mexiko. In Rom wurde im Dezember der gemeinsame Sohn Cyrus Alessandro geboren. Im darauf folgenden Jahr zog die Familie in ein Apartment in der Via Monserrato.
In der Folgezeit bereiste er das Mittelmeergebiet, malte im Juli 1960 auf Ischia und reiste im August nach Griechenland und nach St. Cristina, einem kleinen Ort im Grödner Tal, wo er in der Fischburg der Familie Franchetti den Herbst verbrachte. Im Oktober desselben Jahres fand die erste Ausstellung Twomblys in der Leo Castelli Gallery statt. 1961 mietete er ein Studio an der Piazza del Biscione in Rom nahe dem Campo dei Fiori an, dessen Räume er bis 1966 nutzte.
Den Juni und Juli 1961 verbrachte er auf den Kykladen, den August auf Mykonos. Von diesem Zeitpunkt an sollten mythologische Themen seine Bildsprache bestimmen, wie der Zyklus der Zeichnungen Delian Odes. Im Januar und Februar 1962 fuhr Twombly nach Ägypten und in den Sudan. Auf einem Schiff reiste er den Nil entlang bis nach Wadi Halfa. Ab Herbst 1964 arbeitete er in München kurzzeitig an Bildern, die im November desselben Jahres in der Galerie Friedrich + Dahlem unter dem Titel The Artist in the Northern Climate zusammen mit den Zeichnungen Notes from a Tower ausgestellt wurden.
Im gleichen Jahr urteilte Donald Judd nach einem Besuch in der Leo Castelli Gallery in New York: „Es gibt ein paar Kleckse und ein paar Spritzer und hier und dort einen Bleistiftstrich“. Seine Studienkollegen am Black Mountain College in North Carolina sind jedoch längst erfolgreich. Jasper Johns stellte auf der documenta in Kassel aus. Sein Atelier-Partner Robert Rauschenberg erhielt den großen Preis für Malerei auf der Biennale in Venedig. Twombly war frustriert und malte erst mal ein Jahr lang gar nicht. Er fing in der zweiten Hälfte der sechziger Jahre nochmals neu an. Es entstanden seine Blackboard-Paintings. Von 1967 bis 1976 hielt er sich in New York, auf Long Island, bei Rauschenberg in Captiva Island in Florida, in Zürich und Neapel auf. In New York und Florida entstanden großformatige Kollagen und Lithografien. 1982 war er auf der Gruppenausstellung Zeitgeist vertreten.
Twombly lebte und arbeitete zuletzt in Gaeta südlich von Rom. Er wurde 1987 mit dem Rubenspreis der Stadt Siegen ausgezeichnet, 1995 erhielt er den Goslarer Kaiserring. 1987 wurde Twombly in die American Academy of Arts and Letters und 1998 in die American Academy of Arts and Sciences gewählt. Zuletzt wurde er 2008 mit dem Gerhard-Altenbourg-Preis geehrt.

## Werk

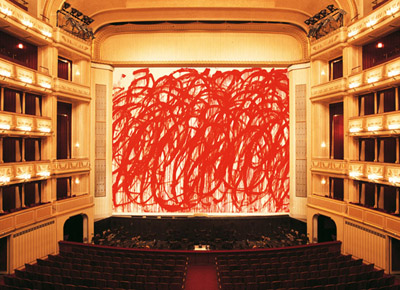
Bacchus von Cy Twombly, Eiserner Vorhang in der Wiener Staatsoper, Saison 2010/2011

Dauerhafte Installation von Cy Twombly: bemalte Decke im Salle des Bronzes des Louvre, Paris

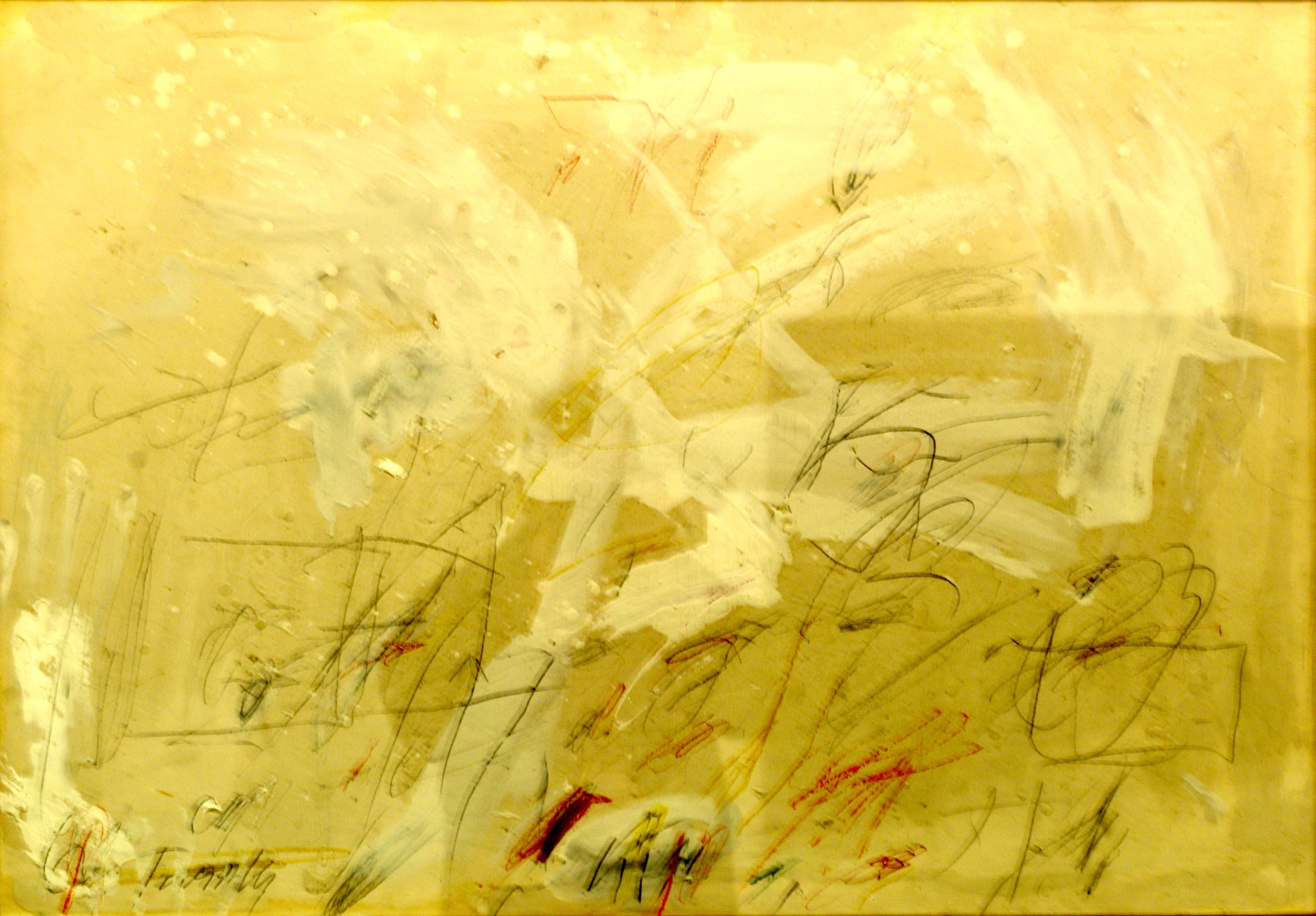
Untitled (1957) Berardo Collection, Centro Cultural de Belém, Lisbon, Portugal

Cy Twombly zählt neben Franz Kline, Robert Motherwell, Helen Frankenthaler, Willem de Kooning und Jackson Pollock zu den bekanntesten Vertretern des amerikanischen Abstrakten Expressionismus. Seine Bilder vereinen die Züge der abstrakten Malerei mit schriftzugartigen Zeichnungen zu einem sehr feinen gewebeartigen Grundduktus. Trotz oder wegen der zurückhaltenden Ausdrucksmittel und der filigranen Technik wirken seine großformatigen Gemälde monumental.
Twomblys Malerei erinnert an Kritzeleien auf Kneipentischen, an Häuserwänden oder Pissoirs und fordert somit Assoziationen zur späteren Bildsprache der Graffiti heraus. In seinen schwarzen Bildern zitierte er mit Kreidetechniken und Dispersionsfarben auf dunklem Grund schwungvolle, teils verwischte Krakeleien wie auf Schultafeln. Niemand durfte den Künstler beim Malen beobachten oder stören. Tagelang saß er vor der leeren Leinwand, bis es aus ihm herausbrach und er das Bild nach ein paar Minuten fertigstellte.
Nach seinen Mittelmeer- und Nordafrikareisen wandte sich Twombly verstärkt mythologischen Themen zu;. Bevorzugt holte er sich Anregungen aus der griechischen Sage. Hierbei verwendete er zumeist weißgrundierte Leinwände oder Papiere, die er in Mischtechniken aus Acrylmalerei, Bleistiftzeichnung und Ölmalerei in Kombination mit Collagetechniken (Notizzettel, Stofffetzen usw.) und scheinbar willkürlichen Elementen versah: Kryptische Wortfragmente und Chiffren, welche er immer wieder übermalte. Einer seiner Sammler, der Verleger und Galerist Lothar Schirmer, soll einmal als Anekdote gesagt haben: „Wenn man einen Twombly besitzt, kann man nie sicher sein, ob er nicht nach zwanzig Jahren plötzlich noch einmal vorbeikommt, um das Bild neu zu übermalen.“ Oft weitete er seine Bildkompositionen auf überdimensionale Diptychen oder Triptychen mit teilweise ungewöhnlichen Bildformaten aus.
In den 1960ern griff Twombly in seinen Bildern verstärkt historische Topoi auf, so zum Beispiel in seinen Hauptwerken The Age of Alexander (1959–1960) oder in seinem Spätwerk, dem 12-teiligen Zyklus Lepanto (2001). Jedoch malte er auch weiterhin Bilder oder gestaltete Kollagen zu mythologischen Themen, beispielsweise Triumph of Galatea/Triumph der Galatea (1961) oder Leda and the Swan/Leda und der Schwan (1961). Die meisten von Twomblys Werken sind indes unbetitelt bzw. zumindest mit einem Untertitel versehen.
Im Juli 2007 küsste eine 30-jährige Kambodschanerin das zwei Millionen Euro teure Gemälde „Phaedrus“ bei einer Ausstellung im französischen Avignon und hinterließ einen nicht entfernbaren Lippenstift-Fleck. Das französische Berufungsgericht verurteilte die Frau im Juni 2009 zu 18.400 Euro Restaurierungskosten sowie 500 Euro Verfahrenskosten.
Im Jahre 2010 wurde im Louvre in Paris ein von Twombly entworfenes 400 m² großes Deckengemälde im Saal der antiken Bronzen fertiggestellt. In der Wiener Staatsoper wurde während der Spielzeit 2010/2011 Twomblys Werk „Bacchus“ im Rahmen der von museum in progress konzipierten Ausstellungsreihe „Eiserner Vorhang“ als riesiges Großbild (170 m²) gezeigt.
Auf dem internationalen Kunstmarkt wurden für Twomblys Werke bis zu 70 Millionen US-Dollar bezahlt.

### Skulpturen und Fotografien
Twombly verwendete bevorzugt grobe und rudimentäre Fundstücke für seine dreidimensionalen Arbeiten. In den Skulpturen tauchen beispielsweise Wagenräder oder einfache Holzstücke auf. Weniger bekannt ist der Plastiker und Fotograf Twombly. Seine aus Fundstücken, Bronzeguss oder Holz gefertigten Skulpturen und Figurinen, die er mit weißer Farbe bemalte, strahlen eine reine, meditative Kraft aus. In seinem Spätwerk finden sich auch zahlreiche fotografische Arbeiten, zumeist Blumenmotive.

### Präsenz in Museen und Ausstellungen
Dem Werk von Cy Twombly wurden international zahlreiche Einzelausstellungen und Retrospektiven gewidmet. Er war bei der Biennale Venedig und der documenta in Kassel (1977: documenta 6, 1982: documenta 7) vertreten. Seine Arbeiten finden sich weltweit, so im Museum of Modern Art, im Solomon R. Guggenheim Museum oder im Centre Georges Pompidou.
Der italienische Architekt Renzo Piano entwarf für die Menil Collection in Houston, Texas, einen Museumsbau, der etwa 30 Werke von Twombly beherbergt und in Zusammenarbeit mit dem Künstler speziell auf die Bilder abgestimmt wurde.
Twombly ist auch das gesamte Obergeschoss im Museum Brandhorst in München gewidmet. Das Museum zeigte 2011 mit dem Titel Cy Twombly. Fotografien 1951–2010 120 Fotografien aus 60 Schaffensjahren des Künstlers. Diese Ausstellung ging im gleichen Jahr in das Museum für Gegenwartskunst in Siegen. Dort sind seine Kunstwerke regelmäßig als ständige Dauerleihgabe in sich wechselnder Zusammenstellung neben anderen Kunstwerken in der Sammlung Lambrecht-Schadeberg zu sehen.

## Auszeichnungen

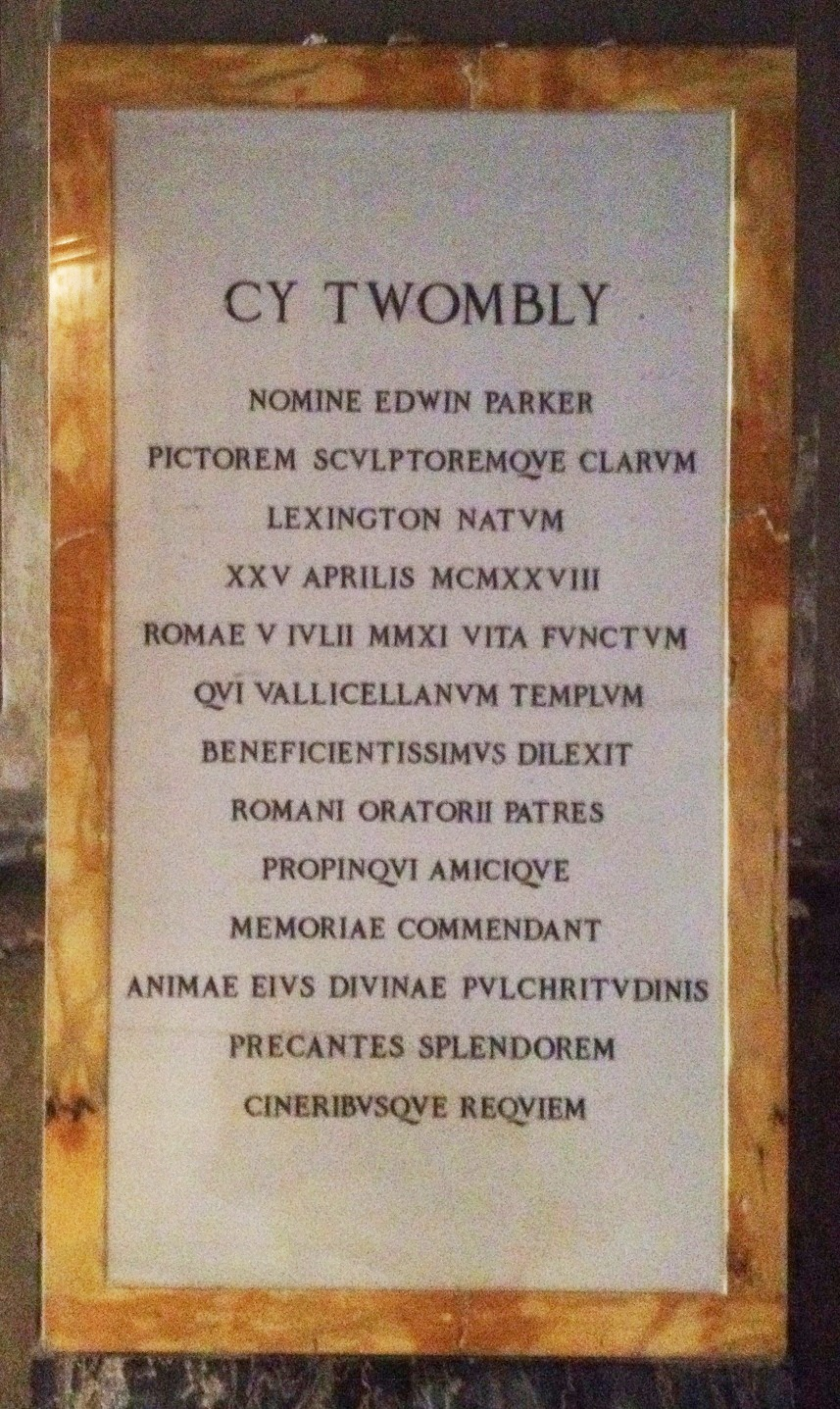
Gedenktafel in der römischen Kirche Santa Maria in Vallicella

- 1987 Rubenspreis Siegen
- 2008 Gerhard-Altenbourg-Preis

## Ausstellungen
- 2018: Von Dürer bis Eliasson. Museum Kunstpalast, Düsseldorf[20]
- 2011: Cy Twombly – Photographien 1951–2010. Museum für Gegenwartskunst, Siegen.